# DC Avanti
DC AvantiはDC Designから発表された2ドアクーペ。

## 概要
2ドアのクーペで2012年にニューデリーオートエクスポで試作車が公開され、その後、2014年に細部の異なる量産型が発表された
フレームはチューブラーフレームで車体には複合材料が使用される。